# Apogon (ryba)
Apogon (Apogon imberbis) – gatunek ryby z rodziny apogonowatych.

## Występowanie
Wschodni Atlantyk od Zatoko Biskajskiej po Zatokę Gwinejską, Wyspy Kanaryjskie, Azory, Madera oraz Morze Śródziemne.
Żyje w małych stadach przy skalistych, klifowych wybrzeżach na głębokości 10-200 (latem do 50) m w pobliżu grot i jaskiń w których chowa się w razie niebezpieczeństwa, oddala się od nich jedynie po zmroku.

## Opis
Dorasta maksymalnie do 15 cm. Ciało krępe, wygrzbiecone, głowa duża, masywna. Oczy bardzo duże, krawędź przedpokrywowej części wieczka skrzelowego piłkowana. Otwór gębowy szeroki, skierowany skośnie ku górze, wyposażony w małe, spiczaste zęby identyczne na obu szczękach. Dolne kości przełyku rozdzielone i pokryte ostrymi zębami. Płetwa grzbietowa rozdzielona, przednia płetwa z 6 kolcami, tylna z 1 kolcem i 9 miękkimi promieniami, umiejscowiona na wysokości płetwy odbytowej zaopatrzonej w 2 kolce i 8 miękkich promieni. Płetwy brzuszne silnie rozwinięte.
Ubarwienie ciała i płetw jasnopomarańczowo-czerwone, na tułowiu małe, nieregularnie rozmieszczone, czarne punkty, na trzonie ogona ciemna plama mogąca mieć postać 3 małych plam. Końce płetw grzbietowych i odbytowej ciemne. Przez oko przebiegają 2 jasne smugi.

## Odżywianie
Skorupiaki oraz jaja i larwy różnych zwierząt morskich.

## Rozród
Trze się latem. Złożona przez samicę ikra skleja się w bryłkę którą samiec nosi w pysku aż do wyklucia się narybku.